# Reggenza di Timor Centrale Settentrionale
La reggenza di Timor Centrale Settentrionale (in indonesiano: Kabupaten Timor Tengah Utara) è una reggenza dell'Indonesia, situata nella provincia di Nusa Tenggara Orientale.